# Aeonium smithii
Aeonium smithii es una especie de planta tropical con hojas suculentas del género Aeonium en la familia de las crasuláceas.

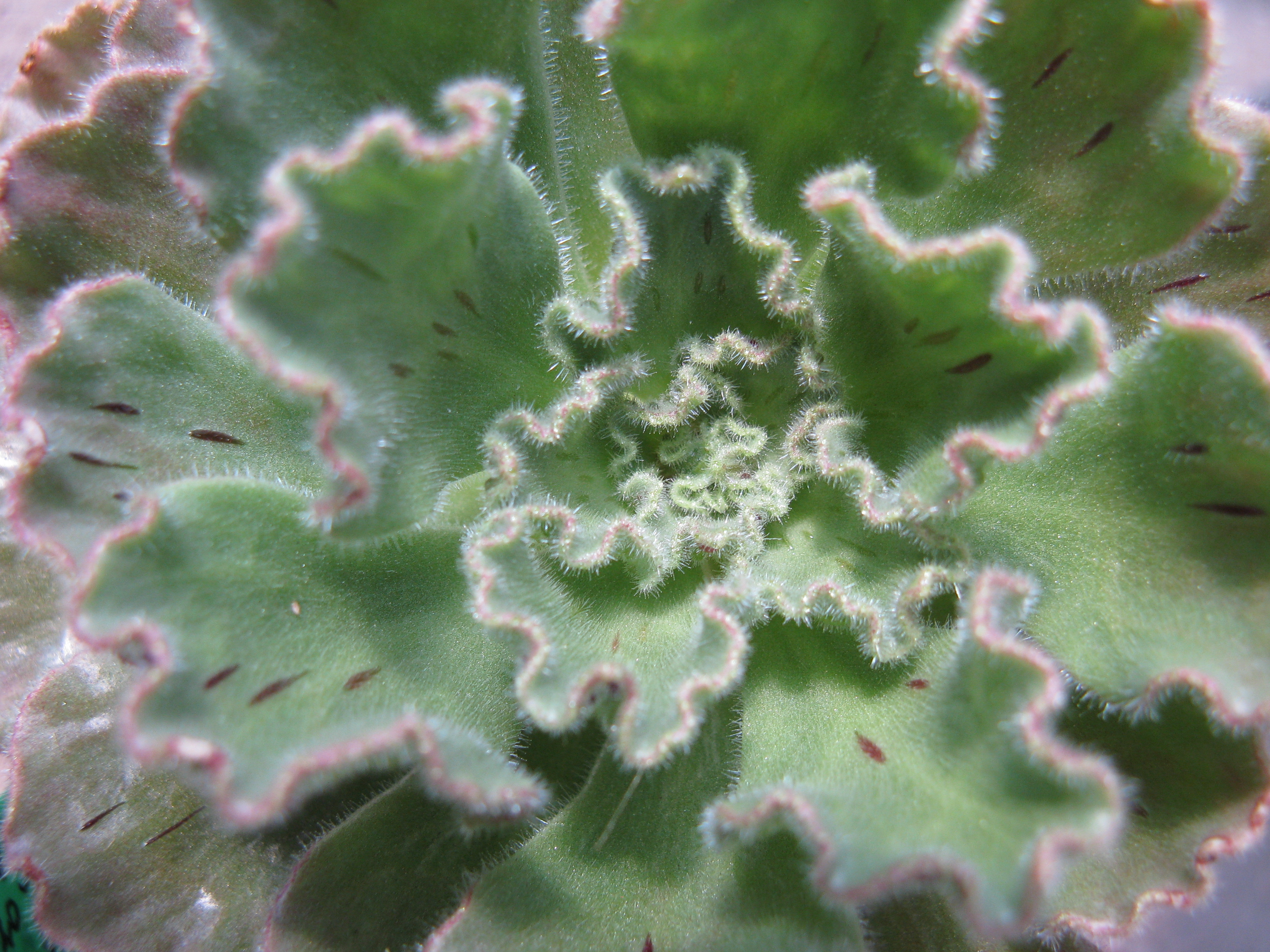
Detalle de las hojas peludas

## Descripción
Aeonium smithii es un endemismo de Tenerife. Pertenece al grupo de especies arbustivas ramificadas y de pequeño tamaño, con flores de color amarillo. Se diferencia de otras especies, por las glándulas lineares rojizas que aparecen en las hojas y por las ramas suculentas, densamente vellosas bajo las rosetas foliares.

## Distribución geográfica
Aeonium smithii' es un endemismo de la isla de Tenerife en las Islas Canarias.

## Nombre común
Se conoce como "bejequillo peludo de Tenerife".

## Taxonomía
Aeonium smithii fue descrita por (Sims) Webb & Berthel. y publicado en Hist. Nat. Iles Canaries 2(1): 187 1840.
Etimología
Ver: Aeonium
smithii: epíteto dedicado a Christen Smith (1785-1816), botánico noruego.
Sinonimia
- Sempervivum smithii Sims[5]